# René Hodot
René Hodot, né le 18 décembre 1942 à Nancy, est un professeur de grec, spécialiste de dialectologie et du grec ancien, et, en particulier, des dialectes lesbiens (de l'île de Lesbos). Il est aujourd'hui[Quand ?] professeur émérite, et membre, à ce titre, de l'association des émérites, EMERITES.LORRAINE.

## Biographie
Agrégé de grammaire, il passe sa thèse de doctorat d’État à l'université Paris X-Nanterre en 1985. Nommé maître de conférences, puis professeur des universités, il exerce à l'université Nancy-II.
Il y exerce diverses fonctions, directeur de laboratoire (Histoire et civilisations de l'Antiquité grecque et romaine, 1996 - 2004), directeur du groupe de recherche « Linguistique du grec ancien » (1998 - 2004), président de l'université Nancy 2 (1991-1996), directeur de l'IUFM de Lorraine (1996-1999), secrétaire de rédaction de la revue de linguistique Verbum (1984-1990).
Il a également participé à l'organisation de plusieurs colloques, dont les Rencontres internationales de dialectologie grecque, dont la première édition s'est déroulée en 1986 à Pont-à-Mousson (les éditions suivantes : Madrid 1981, Naples 1996, Berlin 2001, Athènes 2006 et Nicosie 2011).
En 1993, la Conférence des présidents d'université le désigne pour la représenter au Conseil supérieur du travail social.
En mars 2001, un colloque international, L'épopée dans le monde grec : hommage à René Hodot, est organisé à Nancy. Les actes de ce colloque font l'objet d'une publication aux éditions Praxandre en 2007.
Depuis 2011, René Hodot est membre de l'Académie lorraine des sciences.
René Hodot est commandeur dans l'ordre des Palmes académiques et chevalier dans l'ordre national du Mérite.

## Publications
Outre de nombreux articles scientifiques et la participation à plusieurs ouvrages collectifs (dont 4 à l'étranger), il est l'auteur de plusieurs ouvrages, dont :
- Claude Brixhe, René Hodot, L'Asie mineure du Nord au Sud. Inscriptions inédites, Presses universitaires de Nancy, Nancy, 1988, 256 pp.
- René Hodot, Le dialecte éolien d'Asie. La langue des inscriptions, VIIe s. a.C. - IVe s. p.C., Éditions Recherche sur les civilisations, Paris, 1990, 325 pp.

Sa bibliographie complète figure sur IdRef.
Il a également été sollicité pour rédiger deux articles de l'Encyclopedia of Ancient Greek Language and Linguistics, une encyclopédie spécialisée publiée par les Éditions Brill, spécialisées dans le domaine scientifique.